# Plik ukryty
Plik ukryty (inaczej „niewidoczny”) – plik, który przy normalnym wyświetleniu listy plików jest niewidoczny. W każdym przypadku istnieje sposób na zobaczenie takiego pliku. Sposób ten jest zależny od systemu operacyjnego. Pliki te zwykle służą do przechowywania konfiguracji używanych programów (UNIX) lub są istotne dla działania systemu (DOS/Windows).

## SystemyLinux/Unix
Plik ukryty posiada na początku swojej nazwy kropkę (np. „.ukryty_plik”). Użycie zwykłego polecenia wyświetlenia plików „ls” powoduje wyświetlenie wszystkich plików oprócz plików zaczynających się od kropki. Dopiero dodanie odpowiedniego parametru powoduje wyświetlenie wszystkich plików (w tym przypadku „ls -a”). Przykładem takiego pliku jest .plan.

## Systemy rodzinyMicrosoft Windows/MS-DOS
Plik ukryty posiada atrybut „ukryty” i domyślnie Eksplorator Windows nie pokazuje takiego pliku. Dopiero włączenie w opcjach folderów pokazywania ukrytych plików pozwala na zobaczenie wszystkiego. Nawet po włączeniu tej opcji system nadal ukrywa pliki z atrybutem „systemowy” (np. folder Resources). Nie dotyczy to innych menedżerów plików (np. Total Commander).